# Marko Johansson
Marko Johansson, född 25 augusti 1998, är en svensk fotbollsmålvakt som spelar för Eintracht Braunschweig på lån från Hamburger SV.
Hans far var målvakt i Trelleborgs FF. Föräldrarna har rötter i Serbien och Johansson har även varit aktuell för att spela i Serbiska ungdomslandslagen.

## Karriär

### Malmö FF
Marko Johansson började spela i MFF redan som fyraåring.
I Champions Leagues andra kvalomgång 2015 mot Žalgiris Vilnius fick Malmö FF i 50:e minuten byta ut målvakten Zlatan Azinovic på grund av skada och Marko Johansson, som aldrig tidigare hade gjort en A-lagsmatch för MFF fick hoppa in. Han höll nollan och blev därmed med 16 år och 330 dagar den näst yngsta målvakt genom tiderna att spela en Champions League-match. Bara Pjuniks Apoula Edel var yngre när han 2002 spelade när han var 16 år och 37 dagar.
Säsongen 2017 lånades Johansson ut till Trelleborgs FF. I september 2017 förlängde han sitt kontrakt i Malmö FF till och med 2020. Johansson spelade samtliga matcher i Superettan 2017 för Trelleborg. Den 30 oktober 2017 förlängdes lånet till TFF över säsongen 2018.
Den 9 januari 2019 lånades Johansson ut till Gais på ett låneavtal över säsongen 2019. Den 8 januari 2020 lånades Johansson ut till Mjällby AIF på ett låneavtal över säsongen 2020. Den 28 juli 2020 bröts låneavtalet med Mjällby och Johansson återvände till Malmö FF. Den 28 augusti 2020 förlängde han sitt kontrakt i MFF fram till och med 2022.

### Hamburger SV
Marko Johansson såldes under sommaren 2021 till 2. Bundesliga-klubben Hamburger SV. I april 2022 rapporterades att han ställdes utanför laget på grund av mentalitetsproblem. Johansson sades inte ha tagit sitt jobb på tillräckligt allvar.
Den 1 september 2022 lånades Johansson ut till VfL Bochum på ett säsongslån. Han fick ingen speltid för klubben i Bundesliga 2022/2023. I augusti 2023 lånades Johansson ut till Halmstads BK på ett låneavtal över resten av säsongen. Han spelade 11 matcher i Allsvenskan 2023. Den 30 januari 2024 lånades Johansson ut till 2. Bundesliga-klubben Hansa Rostock på ett låneavtal över resten av säsongen 2023/2024.

## Karriärstatistik
| Klubb                | Säsong             | Liga               | Liga    | Liga | Nationell cup | Nationell cup | Övrigt  | Övrigt | Totalt  | Totalt |
| Klubb                | Säsong             | Division           | Matcher | Mål  | Matcher       | Mål           | Matcher | Mål    | Matcher | Mål    |
| -------------------- | ------------------ | ------------------ | ------- | ---- | ------------- | ------------- | ------- | ------ | ------- | ------ |
| Malmö FF             | 2015               | Allsvenskan        | 0       | 0    | 0             | 0             | 1       | 0      | 1       | 0      |
| Malmö FF             | 2016               | Allsvenskan        | 0       | 0    | 1             | 0             | —       | —      | 1       | 0      |
| Malmö FF             | 2020               | Allsvenskan        | 16      | 0    | 0             | 0             | 4       | 0      | 20      | 0      |
| Malmö FF             | 2021               | Allsvenskan        | 9       | 0    | 3             | 0             | 0       | 0      | 12      | 0      |
| Malmö FF             | Totalt             | Totalt             | 25      | 0    | 4             | 0             | 5       | 0      | 34      | 0      |
| Trelleborgs FF (lån) | 2017               | Superettan         | 30      | 0    | 3             | 0             | 2       | 0      | 35      | 0      |
| Trelleborgs FF (lån) | 2018               | Allsvenskan        | 29      | 0    | 2             | 0             | —       | —      | 31      | 0      |
| Trelleborgs FF (lån) | Totalt             | Totalt             | 59      | 0    | 5             | 0             | 2       | 0      | 66      | 0      |
| Gais (lån)           | 2019               | Superettan         | 29      | 0    | 3             | 0             | —       | —      | 32      | 0      |
| Mjällby AIF (lån)    | 2020               | Allsvenskan        | 8       | 0    | 2             | 0             | —       | —      | 10      | 0      |
| Hamburger SV         | 2021/2022          | 2. Bundesliga      | 7       | 0    | 0             | 0             | —       | —      | 7       | 0      |
| VfL Bochum (lån)     | 2022/2023          | Bundesliga         | 0       | 0    | 0             | 0             | —       | —      | 0       | 0      |
| Halmstads BK (lån)   | 2023               | Allsvenskan        | 11      | 0    | 0             | 0             | —       | —      | 11      | 0      |
| Hansa Rostock (lån)  | 2023/2024          | 2. Bundesliga      | 0       | 0    | 0             | 0             | —       | —      | 0       | 0      |
| Totalt i karriären   | Totalt i karriären | Totalt i karriären | 139     | 0    | 14            | 0             | 7       | 0      | 160     | 0      |

1. ↑  Match i Champions League mot Žalgiris Vilnius.[22]
2. ↑  Matcher i Europa League.
3. ↑  Uppflyttningskvalmatcher mot Jönköpings Södra.[23][24]

## Meriter
Malmö FF
- Allsvenskan: 2020